# 昂代勒河畔克鲁瓦西
昂代勒河畔克鲁瓦西（法語：Croisy-sur-Andelle，法語發音：[kʁwazi syʁ ɑ̃dɛl]）是法国滨海塞纳省的一个市镇，属于迪耶普区。

## 地理
昂代勒河畔克鲁瓦西（49°27'38"N, 1°23'48"E）面积3.83 平方千米，位于法国诺曼底大区滨海塞纳省，该省份为法国北部沿海省份，其西部及北部濒大西洋英吉利海峡，东起顺时针与索姆省、瓦兹省、厄尔省和卡爾瓦多斯省接壤。
与昂代勒河畔克鲁瓦西接壤的市镇（或旧市镇、城区）包括：勒特龙凯、瓦克伊、昂代勒河畔埃尔伯夫、拉艾。

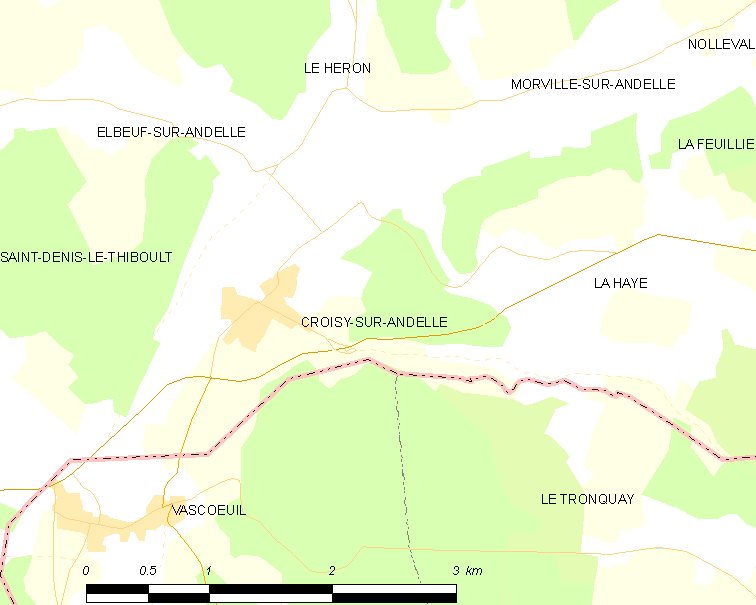
昂代勒河畔克鲁瓦西的OSM定位图

昂代勒河畔克鲁瓦西的时区为UTC+01:00、UTC+02:00（夏令时）。

## 行政
昂代勒河畔克鲁瓦西的邮政编码为76780，INSEE市镇编码为76201。

## 政治
昂代勒河畔克鲁瓦西所属的省级选区为布赖地区古尔奈县。

## 人口

1962-2008年间昂代勒河畔克鲁瓦西人口变化图示

昂代勒河畔克鲁瓦西于2022年1月1日时的人口数量为517人。